# Chelsea Hobbs
Chelsea Raelle Hobbs (Vancouver, 18 febbraio 1985) è un'attrice canadese.

## Carriera
Durante l'infanzia, Hobbs appare in più di 40 pubblicità e nella serie televisiva d'improvvisazione No Adults Aloud. Il ruolo da protagonista in La regina delle nevi e la conseguente nomination ai Leo Awards portano alla produzione del solo episodio pilota della serie TV Save the Last Dance. Ottiene poi un ruolo ricorrente in The L Word e piccole parti in Lords of Dogtown e Beach Girls.
Nel 2009, Hobbs veste i panni della ginnasta Emily Kmetko nella serie TV di ABC Make It or Break It - Giovani campionesse. Ad aprile 2010, Hobbs e la co-star di Make It or Break It Cassie Scerbo appaiono come guest star in un episodio di CSI: Miami.

## Vita privata
Nel 2004, Hobbs si è sposata con il fotografo Teren Oddo. La coppia ha una figlia, Wylie (nata nel 2006), e un figlio (nato il 27 aprile 2011). I due divorziano nel 2014. Nel 2017 ha avuto una relazione con l'attore canadese Jean-Luc Bilodeau.

## Filmografia

### Cinema
- The Unknown, regia di Karl Kozak (2005)
- Lords of Dogtown, regia di Catherine Hardwicke (2005)
- Sempre natale, regia di C. Wolf (2018)

### Televisione
- No Adults Aloud - serie TV (1994)
- Frammenti di passato (Sweet Dreams), regia di Jack Bender - film TV (1996)
- Perfect Body, regia di Douglas Barr - film TV (1997)
- Miracle on the 17th Green, regia di Michael Switzer - film TV (1999)
- La casa di Cristina (Christina's House), regia di Gavin Wilding - film TV (2000)
- Mysterious Ways - serie TV, episodio 1x21 (2001)
- Seven Days - serie TV, episodio 3x19 (2001)
- Boys and Girls (The Sausage Factory) - sitcom, episodio 1x11 (2002)
- Save the Last Dance - serie TV, episodio 1x01 (2002)
- Pasadena - serial TV, 6 puntate (2002)
- La regina delle nevi (Snow Queen), regia di David Wu - miniserie TV (2002)
- Beach Girls - serie TV, 6 episodi (2005)
- Un padre per Jake (More Sex & the Single Mom), regia di Don McBrearty - film TV (2005)
- The L Word - serie TV, episodi 4x02-4x03-4x04 (2007)
- The Party Never Stops: Diary of a Binge Drinker, regia di David Wu - film TV (2007)
- Confessions of a Go Go Girl, regia di Grant Harvey – film TV (2008)
- Cold Case - Delitti irrisolti (Cold Case) - serie TV, episodio 6x09 (2008)
- Make It or Break It - Giovani campionesse (Make It or Break It) - serie TV, 39 episodi (2009)
- CSI: Miami - serie TV, episodio 8x19 (2010)
- CSI - Scena del crimine (CSI: Crime Scene Investigation) - serie TV, episodio 12x03 (2011)
- Transporter: The Series - serie TV, 1 episodio (2012)
- Supernatural - Serie TV, episodio 10x07 (2014)
- Motive - serie TV, episodio 2x03 (2014)
- Lucifer - serie TV, episodio 02x09 (2016)
- The Good Doctor - serie TV, episodio 03x09 (2019)
- Il killer della porta accanto (The Killer in the Guest House), regia di Tony Dean Smith - film TV (2020)

## Riconoscimenti
- Leo Awards 2003 – Candidatura come migliore attrice protagonista in un film drammatico per La regina delle nevi

## Doppiatrici italiane
Nelle versioni in italiano delle opere in cui ha recitato, Chelsea Hobbs è stata doppiata da:
- Valentina Mari in La regina delle nevi, Cold Case: Delitti irrisolti, CSI: Miami, Motive
- Perla Liberatori in Beach Girls
- Benedetta Ponticelli in Make It or Break It - Giovani campionesse
- Eleonora Reti in Il killer della porta accanto